# العلاقات بين ألمانيا الشرقية وإسرائيل
لم تقيم إسرائيل و‌جمهورية ألمانيا الديمقراطية علاقات دبلوماسية رسمية خلال ما يقرب من أربعة عقود من وجود جمهورية ألمانيا الديمقراطية. وحتى بعد سقوط حائط برلين، لم يكن هناك تبادل للسفراء. تؤكد السياسة الرسمية لألمانيا الشرقية على الحاجة إلى التمييز بين اليهود ودولة إسرائيل. هذا النهج، الذي نشأ أصلاً من نظريات ماركس و‌لينين حول القومية و‌الصراع الطبقي و"الصراع الغير قابل للمصالحة بين الاشتراكية و‌الإمبريالية"، يستخدم أيضًا لدحض مزاعم معاداة السامية. في هذه الحالة، يتم إنكار أي علاقة أو مسؤولية محددة للشعب الألماني تجاه الدولة اليهودية. يمكن تقسيم العلاقات بين البلدين إلى ثلاث مراحل: الحياد الإيجابي (1948–1956)، والمواجهة (1956–1985)، والتحرك نحو التقارب (1986–1990).[بحاجة لمصدر]

## التاريخ

### الحياد الإيجابي
رحب الحزب الشيوعي الألماني الشرقي ب‍قرار الأمم المتحدة بتقسيم فلسطين إلى دول عربية ويهودية في عام 1947. وفي إعلان خاص صدر في أوائل عام 1948، ذكرت اللجنة المركزية ل‍حزب الوحدة الاشتراكية ما يلي: «إننا نعتبر إنشاء الدولة اليهودية مساهمة هامة في تمكين آلاف الأشخاص الذين عانوا معاناة هائلة في ظل الفاشية الهتلرية من بناء حياة جديدة». وكتب بول ميركر، عضو المكتب السياسي، في صحيفة نويس دويتشلاند في 24 فبراير 1948 أن «اليهود تلقوا تعاطفا ومساعدة نشطة من جميع القوى التقدمية. وعلى وجه الخصوص، اضطرت القوى الديمقراطية في ألمانيا إلى إبداء تعاطفها واستعدادها للمساعدة».

### التدهور
ووفقا للنسخة الألمانية من الأعمال الكاملة لستالين، Stalin Werke، التي نشرت في برلين الشرقية في عام 1950، فإن الصهيونية كانت حركة قومية رجعية كان من بين أتباعها البرجوازية اليهودية والنخبة الفكرية والطبقات المتخلفة من جماهير العمال اليهود. يكافح الصهاينة لعزل مجموعات العمال اليهود عن النضال الجماعي للبروليتاريا.
لكن الخط المعادي للصهيونية الذي بدأته حكومة ألمانيا الشرقية في أوائل الخمسينيات كان له سبب مباشر آخر أكثر دولية - الاتهامات ضد رودولف سلانسكي، المسؤول الرئيسي في الحزب التشيكوسلوفاكي. تم اتهام سلانسكي وما أسماه «المجموعة» بـ «المؤامرة الصهيونية» في عام 1952. في 20 ديسمبر 1952، أعلنت اللجنة المركزية لحزب التضامن الاشتراكي «الدروس المستفادة من محاكمة مجموعة المخططين حول سلانسكي». في هذا البيان، أصدرت الحكومة المركزية البيان التالي: 
بعد وفاة ستالين، أبدت الحكومة الإسرائيلية بعض الاهتمام بإقامة علاقات طبيعية مع المعسكر الاشتراكي. وفيما يتعلق بألمانيا الشرقية، ليس فقط المشكلة الألمانية التي لم تحل بعد - وجود دولتين ألمانيتين كعضوين في تحالف الشرق والغرب - هي التي تحول دون اتباع نهج إيجابي، ولكن أيضا رفض حزب التضامن الاشتراكي التفاوض مع الممثلين اليهود والإسرائيليين بشأن التعويضات. وعقدت محادثات ثنائية في موسكو في الفترة من 1954 إلى 1956. وخلال هذه الفترة، كانت جميع المفاوضات مرتبطة ارتباطا وثيقا بمسألة التعويض المادي للأفراد عن الجرائم التي ارتكبها النازيون ضد اليهود، وهي مسألة عولجت أيضا في اتفاق لكسمبرغ. وجاء في تقرير داخلي صادر عن وزارة خارجية ألمانيا الشرقية في يناير 1963 أنه «في هذه المرحلة من السعي إلى الاعتراف الدولي بالجمهورية الديمقراطية الألمانية، يجب ألا تتدهور العلاقات الجيدة نسبيا مع بعض البلدان العربية بسبب الجهود المبذولة لإقامة علاقات رسمية مع إسرائيل».

### المواجهة
منذ أواخر الخمسينيات، أصبح موقف قيادة الجمهورية الديمقراطية الألمانية تجاه الصراع في الشرق الأوسط والقضية الفلسطينية مؤيدًا بشكل متزايد للعرب ومعادٍ لإسرائيل. أصبح هذا التحول واضحًا بشكل خاص خلال حرب السويس و‌حرب الأيام الستة و‌حرب أكتوبر و‌حرب لبنان. بعد حرب الأيام الستة، قطعت جميع دول المعسكر الاشتراكي، باستثناء رومانيا، العلاقات الدبلوماسية مع إسرائيل. لقد أثر موقفهم بشدة على موقف حكومة ألمانيا الشرقية من إسرائيل. أدانت الجمهورية الديمقراطية الألمانية «العدوان الإمبريالي على إسرائيل» واتهمت " الولايات المتحدة و‌ألمانيا الغربية بالتواطؤ مع المعتدين". ويؤكد قرار مؤتمر حزب الوحدة الاشتراكي والبيان الذي وقعه المسؤولون الألمان الشرقيون «تضامن الجمهورية الديمقراطية الألمانية الثابت مع البلدان العربية في كفاحها ضد الإمبريالية، ولا سيما في صد العدوان الإسرائيلي والتغلب على عواقبه». في عام 1968، قال سيمون ويزنتال إن الخدمة الإخبارية في ألمانيا الشرقية معادية لإسرائيل أكثر من غيرها من الدول الشيوعية. وفي 14 يوليو 1967، نشرت صحيفة برلين رسما كاريكاتوريا يصور موشيه دايان وهو يطير ويداه متجهتين نحو غزة والقدس. كان يقف بجانبه أدولف هتلر في حالة فاسدة للغاية. لقد استخدم هذه الجملة لتشجيع دايان: «زميل دايان، استمر في القيام بذلك!»
منذ أوائل سبعينيات القرن الماضي، تعاونت ألمانيا الشرقية مع الدول العربية و‌منظمة التحرير الفلسطينية على المستوى العسكري. وكان المستشارون العسكريون والأمنيون نشطين بشكل خاص في ليبيا وسوريا وجنوب اليمن. لعبت منظمة التحرير الفلسطينية دورًا مهمًا في جميع الاستراتيجيات السياسية لألمانيا الشرقية المتعلقة بالشرق الأوسط. تم توقيع أول اتفاق رسمي بين حزب الوحدة الاشتراكي ومنظمة التحرير الفلسطينية خلال زيارة ياسر عرفات لبرلين الشرقية في أغسطس 1973. ويشمل الاتفاق فتح مكتب لمنظمة التحرير الفلسطينية في برلين الشرقية - وهو أول مكتب لها في أوروبا الشرقية. وبالإضافة إلى ذلك، اتخذت ترتيبات لتوريد «سلع غير مدنية» إلى منظمة التحرير الفلسطينية.
في عام 1972، لخصت وثيقة داخلية جمعتها أمانة الدولة للشؤون الكنسية المفهوم الصهيوني لحزب التضامن الاشتراكي باعتباره «الأيديولوجية القومية الرجعية للبرجوازية اليهودية الكبيرة». 
كان التعاون الوثيق بين ألمانيا الشرقية ومنظمة التحرير الفلسطينية أحد أسباب معارضة إسرائيل لعضوية ألمانيا الديمقراطية في الأمم المتحدة في عام 1973. وقد ذكر سفير إسرائيل لدى الأمم المتحدة، يوسف تيكوا، أمام الجمعية العامة في 18 سبتمبر 1973 أن «إسرائيل تلاحظ مع الأسف والاشمئزاز أن دولة ألمانية أخرى قد تجاهلت، ولا تزال تتجاهل، المسؤولية التاريخية لألمانيا عن محرقة اليهود وما يترتب عليها من التزامات أخلاقية. ومما يزيد من خطورة هذا الموقف دعمها ومساعدتها الفعلية لحملة العنف والقتل التي تشنها المنظمات الإرهابية العربية ضد إسرائيل والشعب اليهودي». 
خلال حرب أكتوبر، زودت ألمانيا الشرقية سوريا بـ 75000 قنبلة يدوية و 30000 لغم و 62 دبابة و 12 طائرة مقاتلة.
في عام 1975، صوتت ألمانيا الشرقية لصالح قرار للأمم المتحدة يدين الصهيونية كشكل من أشكال العنصرية والتمييز العنصري. نشرت وسائل الإعلام الألمانية الشرقية هذا، وادعت نقابة المعلمين الألمان أن «هناك منصة أيديولوجية مشتركة بين الصهيونية والفاشية، وهي العنصرية». ومقالات تدين «الصهيونية العدوانية والشوفينية».
استمرت السياسة الخارجية الرسمية المناهضة لإسرائيل حتى الثمانينات: أدانت الحكومة غزو إسرائيل للبنان عام 1982 باعتباره الحرب الإسرائيلية الخامسة ضد الدول العربية. ويؤيد ذلك الجيش الشعبي الوطني، الذي نشر مقالا مطولا في أغسطس 1982 يقارن العدوان الإسرائيلي على الشعبين الفلسطيني واللبناني بجرائم النازية الألمانية في الحرب العالمية الثانية و‌جرائم الإمبريالية الأمريكية ضد فييت نام.

## التعويض
لم يتم نشر أول مقال في الجريدة الألمانية ردا على اتفاق التعويض إلا بعد شهرين، أي بعد ثلاثة أيام من طباعة مقتطفات من لائحة الاتهام في محاكمة سلانسكي. هذا المقال يستخدم «التعويض لمن؟» في العنوان، يتحدث عن «اتفاق بين ألمانيا الغربية القوية والرأسماليين الإسرائيليين». وشارك ليو زوكرمان في عدة اجتماعات مع إلياهو ليفني، قنصل إسرائيل في ألمانيا الغربية. في ديسمبر 1952، هرب إلى برلين الغربية، وأعلن أنه سيتم اعتقاله على أساس «المؤامرة الصهيونية». بعد وفاة ستالين في مارس 1953، أرادت إسرائيل التفاوض على اتفاقية تعويض مع حكومة ألمانيا الشرقية، لكن حكومة ألمانيا الشرقية رفضت ذلك.

## قراءات أخرى
- Herf, Jeffrey (2016). Undeclared Wars with Israel: East Germany and the West German Far Left, 1967–1989 (بالإنجليزية). Cambridge University Press. ISBN:978-1-107-08986-0.